# Closterocerus africanus
Closterocerus africanus is een vliesvleugelig insect uit de familie Eulophidae. De wetenschappelijke naam is voor het eerst geldig gepubliceerd in 1925 door Waterston.